# Tinambac
Tinambac est une municipalité de la province de Camarines Sur, aux Philippines.

## Géographie

### Barangays
Tinambac est subdivisée en 44 barangays.
- Agay-Ayan
- Antipolo
- Bagacay
- Banga
- Bolaobalite
- Bani
- Bataan
- Binalay (Poblacion (en))
- Buenavista
- Buyo
- Cagliliog
- Caloco
- Camagong
- Canayonan
- Cawaynan
- Daligan
- Filarca (Poblacion (en))
- La Purisima (Poblacion (en))
- Lupi
- Magsaysay (Camp 4)
- Magtang
- Mananao
- La Medalla (Mile 9)
- New Caaluan
- Olag Grande
- Olag Pequeño
- Old Caaluan
- Pag-Asa
- Pantat
- Sagrada (Camp 6)
- Salvacion
- San Antonio
- San Isidro (Poblacion (en))
- San Jose (Tiltilan)
- San Pascual (Poblacion (en))
- San Ramon (Camp 7)
- San Roque
- San Vicente
- Santa Cruz (Poblacion (en))
- Sogod
- Tambang
- Tierra Nevada
- Union
- Salvacion Poblacion

## Histoire
La ville de Tinambac était considérée comme un centre commercial pour les villages entourant le côté oriental du mont Isarog. C'est à cet endroit que le tabac, alors produit prohibé, était échangé par les habitants de Tinambac.
Sa création en tant que municipalité distincte s'est produite au cours de la dernière partie du XVIIIe siècle et était connue sous le nom de poste de mission d'Himoragat. En 1829, lorsque l'administration espagnole divise la province de Camarines Sur en quatre districts, Tinambac relève du district d'Isarog.
Une église a été construite au sommet d'une colline qui se dresse encore à l'heure actuelle. C'est là que les habitants de cette ville cèdent la place à la célébrent sa fiesta tous les 17 mai. Saint Pascal Baylon est le saint patron de la ville. 